# 卡罗琳·C·波尔科
卡罗琳·C·波尔科（英語：Carolyn C. Porco，1953年3月6日—）是一位美国行星科学家，参与了航海家計畫、卡西尼-惠更斯号等任务的图像处理工作，2010年获美國天文學會卡尔·萨根奖章。